# 古谷新作
古谷 新作（ふるや しんさく、1843年10月8日（天保14年9月15日） - 1921年（大正10年）5月1日）は、明治時代の政治家。衆議院議員（3期）。

## 経歴
周防国佐波郡植松村（のち華城村、現・防府市）に生まれる。漢籍を学ぶ。剣術と砲術を修め、さらに西洋兵学を学ぶ。1868年藩の砲兵隊長、花陽丸砲艦司令として乗り組み、蝦夷地に派遣される。1869年藩の砲兵塾舎長、兵学寮助教を命じられ、1871年山口県一番砲隊少尉となるが、翌年、解散となる。1974年陸軍武庫司十等出仕となり、翌年陸軍十等出仕となる。1876年陸軍上等監護となるが、病気のため辞職する。
陸軍を辞職した後は佐波郡大区代議人、山口県会議員、同副議長、同常置委員、同議長となる。
1890年の第1回衆議院議員総選挙において山口1区から立候補したが次点で落選した。1892年の第2回衆議院議員総選挙で当選した。1894年の第3回衆議院議員総選挙で落選。同年の第4回衆議院議員総選挙でも落選した。
落選後の1896年佐波郡会議員に選ばれ、郡参事会員となった。1898年の第5回衆議院議員総選挙で復帰。同年の第6回衆議院議員総選挙で再選された。1902年の第7回衆議院議員総選挙には出馬しなかった。
このほか村会議員や同議長、地方衛生委員、徴兵参事員なども務めた。1921年死去。